# 圣撒慕尔堂 (威尼斯)

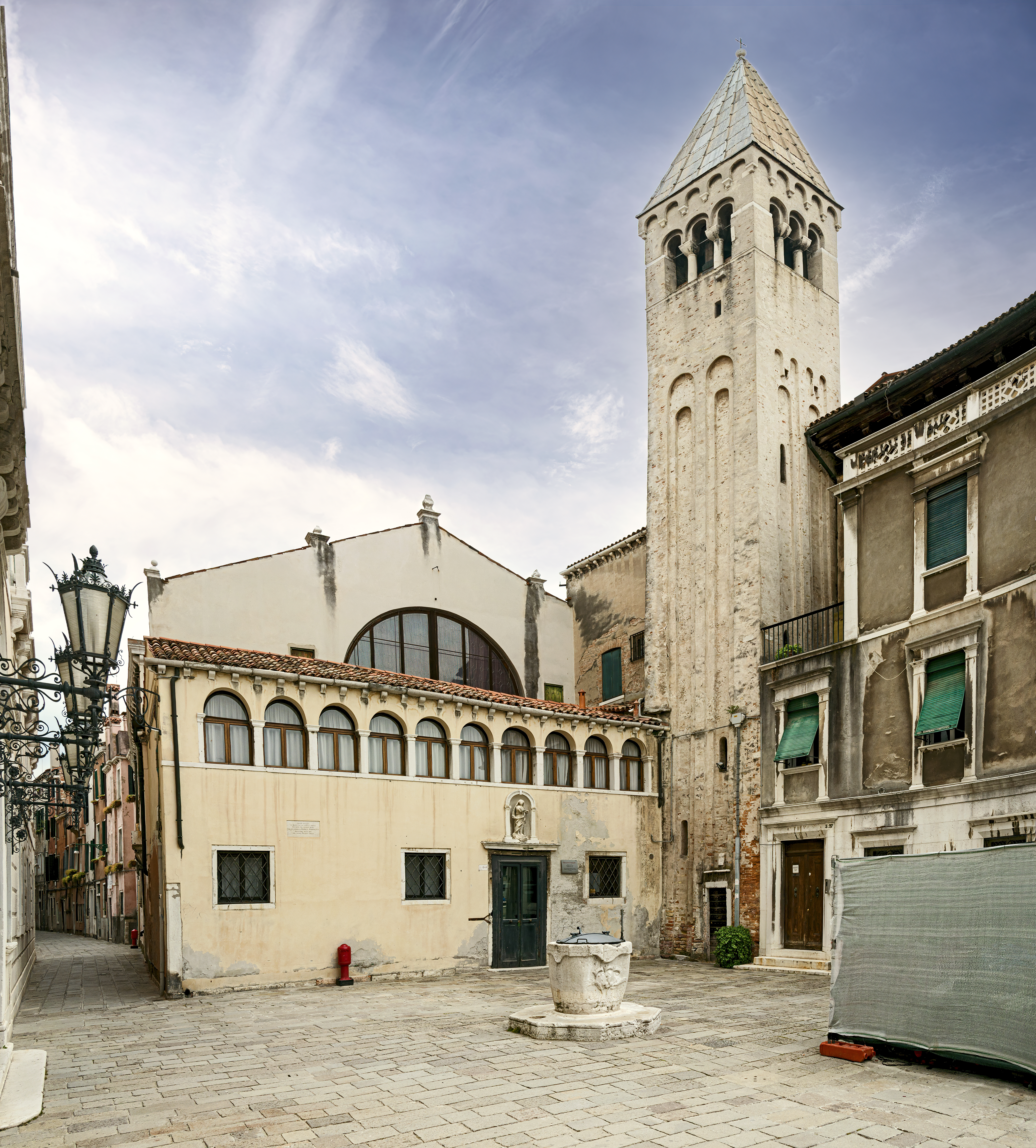
立面和钟楼

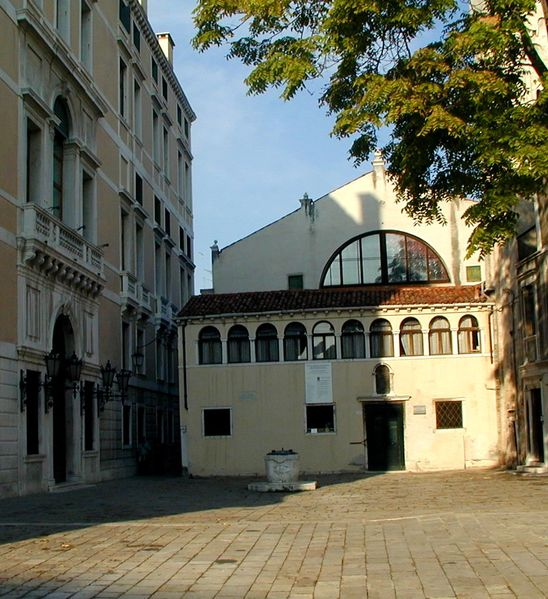
立面和凉廊

圣撒慕尔堂（San Samuele）是一座罗马天主教教堂，位于意大利威尼斯的同名广场，靠近格拉西宫，立面在大运河对面也可见到。该堂以旧约圣经先知撒母耳命名，传统认为堂内拥有他的圣骨。
这座教堂建于公元1000年左右。在12世纪初毁于两次大火，后重建。 1685年再次重建。